# 豫譲
豫 譲（よ じょう、? - 紀元前453年頃）は、中国春秋戦国時代の人物。敗死した主君の仇を単身討とうと試みたが、遂に果たせなかった。

## 生涯

### 国士として
晋に生まれる。初めは六卿の筆頭である范氏に仕官するが、厚遇されず間もなく官を辞した。次いで中行氏に仕官するもここでも厚遇されず、今度は智瑶（智伯）に仕えた。智伯は豫譲の才能を認めて、国士として優遇した。
数年後、智伯は宿敵の趙無恤（趙襄子）を滅ぼすべく、韓氏・魏氏を従え趙襄子の居城の晋陽を攻撃した。三氏の連合軍に包囲された趙襄子は二人の腹心を秘かに韓氏と魏氏の陣営に赴かせて韓氏と魏氏を連合から離反させて味方につけた。韓氏と魏氏の裏切りにあった智伯は敗死し、智氏はここで滅ぼされた（紀元前453年）。
趙襄子は智伯に対して積年の遺恨を持っていたために、智伯の頭蓋骨に漆を塗り、酒盃として酒宴の席で披露した（厠用の器として曝したという説もある）。一方、辛うじて山奥に逃亡していた豫譲はこれを知ると「士は己を知る者の為に死し、女は己を悦ぶ者のために容づくる」と述べ復讐を誓った（これが「知己」の語源である）。やがてほとぼりが覚めると豫譲は下山し、趙襄子を主君の敵として狙った。

### 刺客として
左官に扮して晋陽に潜伏していた豫譲は、趙襄子の館に厠番として潜入し暗殺の機会をうかがったが、挙動不審なのを怪しまれ捕らえられた。側近は処刑する事を薦めたが趙襄子は「智伯が滅んだというのに一人仇を討とうとするのは立派である」と、豫譲の忠誠心を誉め称えて釈放した。
釈放された豫譲だが復讐をあきらめず、顔や体に漆を塗ってらい病患者を装い、炭を飲んで喉を潰し声色を変えて、さらに改名して乞食に身をやつし、再び趙襄子を狙った。その変わり様に道ですれ違った妻子ですら豫譲とは気付かなかったという。たまたま旧友の家に物乞いに訪れた所、旧友は彼を見てその仕草ですぐに見破った。旧友は「君程の才能の持ち主であれば、趙襄子に召抱えられてもおかしくない。そうすれば目的も容易く達成できるのに何故遠回りなことをするのだ？」と問うた。それに対して豫譲は「それでは初めから二心を持って仕えることになり士としてそれは出来ない。確かに私のやり方では目的を果たすのは難しいだろう。だが私は自分自身の生き様を持って後世、士の道に背く者への戒めにするのだ」と答えた。
やがて、豫譲はある橋のたもとに待ち伏せて趙襄子の暗殺を狙ったものの、通りかかった趙襄子の馬が殺気に怯えた為に見破られ捕らえられてしまった。趙襄子は、
「そなたはその昔に范氏と中行氏に仕えたが、両氏とも智伯に滅ぼされた。だが、その智伯に仕え范氏と中行氏の仇は討とうとしなかった。何故、智伯の為だけにそこまでして仇を討とうとするのだ？」
と問うた。豫譲は、
「范氏と中行氏の扱いはあくまで人並であったので、私も人並の働きで報いた。智伯は私を国士として遇してくれたので、国士としてこれに報いるのみである。」
と答えた。豫譲の執念と覚悟を恐れた趙襄子は、さすがに今度は許さなかった。
「豫譲よ。そなたの覚悟は立派だ。今度ばかりは許すわけには行かぬ。覚悟してもらおう。」
趙襄子の配下が豫譲を斬る為に取り囲むと豫譲は趙襄子に向かって静かに語りかけた。
「君臣の関係は『名君は人の美を蔽い隠さずに、忠臣は名に死するの節義がある』（賢明で優れた君主は人の美点・善行を隠さない、主人に忠実な家臣は節義を貫いて死を遂げる義務がある）と聞いています。以前、あなた様が私を寛大な気持ちでお許しになったことで、天下はあなた様を賞賛している。私も潔くあなた様からの処罰を受けましょう。…ですが、出来ることでしたら、あなた様の衣服を賜りたい。それを斬って智伯の無念を晴らしたいと思います。」
趙襄子はこれを承諾し豫譲に衣服を与えた。豫譲はそれを気合いの叫びと共に三回切りつけ、
｢これでやっと智伯に顔向けが出来る。」
と満足気に言い終わると、剣に伏せて自らの体を貫いて自決した。趙襄子も豫譲の死に涙を流して「豫譲こそ、またとない真の壮士である」とその死を惜しんだという。この逸話は趙全体に広まり、豫譲は趙の人々に愛されたといわれる。
しかし豫譲に対する否定的な見方もある。戦国末期の思想家で、国家の定めた法による一元的支配を説いた韓非子は、忠義の死について次のように言う。「君主の尊厳を高め、国士を広めることに貢献する者、天下を太平にし、君主の名を後世に残すことに功績があった者、彼らこそ忠義の臣というべきである。ところが、かの豫譲は、智伯の臣となっても、上は、君主に説いて法規・統御術を理解させ、それによってわざわいを免れさせることは出来ず、下は、自分の部下を取り仕切って智氏の国を平安にすることもできず、趙襄子がその主の智伯を殺すと、豫譲は自分で入墨して鼻をそぎ、すがた形を変えて、見分けられないようにし、智伯のために趙襄子に復讐しようとした。これをみると、自分の身体を傷つけ、生命を捨てて君主のために尽くしたいという名声は高いが、智伯には秋はえる獣の毛すじほどの僅かな利益もない。このような行為を、私は愚劣だと思うのだが、世の君主は忠義だといって敬意をはらっている。」
韓非子によれば、臣下としての豫譲の務めは、君主の勢力を強めその名声を高めることにある、というのであろう。復讐にかける豫譲の努力は確かに並大抵ではないが、それは本来は智伯の生前に有効に使うべきものであった。智伯が敗れて死に追いやられた以上、豫譲は有能なる忠義の臣ではないのである。というのである。皮相な見方ではあるが、このように豫譲に対して否定的な見方もある。
なお、横山光輝の漫画『史記』では、「義に殉ずる」として上げられている。